# Oberpostdirektion Darmstadt
Die Oberpostdirektion Darmstadt war von 1867 bis 1934 die Oberpostdirektion mit Sitz in Darmstadt.

## Vorgeschichte
1627 wurde die erste Landespost in der Landgrafschaft Hessen-Darmstadt eingerichtet. Jeden Montag ging ein Bote von Darmstadt nach Marburg an der Lahn und transportierte als Canzleypost amtliche Dokumente. Mit Verordnung vom 31. März 1730 wurde die Canzleypost zur öffentlichen, von jedermann nutzbaren Post umgewandelt. Dies führte zu Konflikten mit der Reichspost. Daher schlossen die Thurn und Taxis und Landgraf Ludwig VIII. am 28. April 1744 eine "Convention wegen Bestellung des Postwesens in den hochfürstlich Darmstädtischen Landen".
Im Rahmen des Reichsdeputationshauptschlusses erhielt Hessen-Darmstadt 1803 das Herzogtum Westfalen als (neben der Provinz Starkenburg und der Provinz Oberhessen) dritte Provinz. Nun wurde eine General-Postkommission in Darmstadt gebildet, der drei Post-Deputationen in den Provinzhauptstädten Darmstadt, Gießen und Arnsberg unterstanden.
Um die Konflikte mit der von den Thurn und Taxis betriebenen kaiserlichen Reichspost zu vermeiden, wurde am 22. April 1804 ein Abkommen zwischen der Landgrafschaft und Thurn und Taxis getroffen. In diesem Vertrag wurde in Darmstadt eine Landgräfliche Ober-Post-Direktion geschaffen. Dies war eine Mittelbehörde, die die Aktivitäten der landgräflichen Post und der kaiserlichen Post koordinieren sollte.
Mit der Gründung des Rheinbundes und dem Ende des HRR endete die Grundlage der kaiserlichen Post. Die nun zum Großherzogtum Hessen aufgestiegene Landgrafschaft Hessen-Darmstadt nahm für sich das Postregal in Anspruch, übertrug die Durchführung der Post jedoch im Postlehensvertrag vom 28. Juni 1807 an die Fürsten von Thurn und Taxis. Die Landespost ging an Thurn und Taxis über, die Ober-Post-Direktion wurde aufgelöst. An ihre Stelle trat die Ober-Post-Inspektion, die für die nächsten 60 Jahre die postalische Mittelbehörde im Großherzogtum wurde. Nach dem Wiener Kongress wurde am 31. März 1818 ein zweiter Postlehensvertrag abgeschlossen, der den Status quo bestätigte.

## Die preußische Oberpostdirektion
Nach dem Sieg im preußisch-österreichischen Krieg schlossen Hessen-Darmstadt und Preußen am 3. September 1866 einen Friedensvertrag in dem Darmstadt den gesamten Postverkehr an Preußen abtritt. Voraussetzung hierfür sollte eine Einigung zwischen Preußen und Thurn und Taxis sein. Diese erfolgte in einem Abtretungsvertrag zwischen Thurn und Taxis, in dem dem preußischen Staat die Posteinrichtungen gegen eine Abfindung überlassen wurden. Der Vertrag wurde am 28. Januar 1867 ratifiziert, und die Übergabe erfolgte am 1. Juli 1867.
Die Ober-Post-Inspection Darmstadt wurde aufgehoben und eine Königlich Preußische Oberpostdirektion Darmstadt nach preußischem Muster wurde eingerichtet. Unterhalb dieser Oberpostdirektion bestanden (Stand 1875) zehn Postämter I. Klasse (in Alzey, Bensheim, Bingen am Rhein, Darmstadt, Friedberg, Gießen, Lauterbach, Mainz Offenbach und Worms).

## Weitere Geschichte
Die Oberpostdirektion (die nacheinander Behörde Preußens, des Norddeutschen Bundes und des Deutschen Kaiserreichs war) wuchs rapide. Aus 1.302 Mitarbeitern wurden 1900 bereits 3.922 und 1913 schon 5.395. 1880 wurden 16,6 Millionen Briefe befördert, 1900 schon 60,7 Millionen und 1920 112,9 Millionen. 1906 wurde eine der zwei ersten Kraftpostlinien im Gebiet der Oberpostdirektion Darmstadt eingerichtet (Friedberg nach Ranstadt).
Nach dem Ersten Weltkrieg war ein Viertel der Fläche des Bezirks mit einem Drittel der Einwohner besetzt. Am 11. November 1918, am Ende des Ersten Weltkrieges, wurde im Waffenstillstandsabkommen von Compiègne vereinbart, dass die linksrheinischen Gebiete sowie die rechtsrheinischen Gebiete in einem 30-km-Radius um strategische Brückenköpfe (hier der Brückenkopf Mainz) durch französische Truppen besetzt werden sollten. In Mainz wurde daher eine gesonderte Postverwaltung für die besetzen Gebiete eingerichtet.
Im Vereinfachungsgesetz vom 27. Februar 1934 wurde die Oberpostdirektion Darmstadt aufgehoben und dem Bezirk der Oberpostdirektion Frankfurt zugeteilt.
(RGBl. I, S. 130).
Nach dem Zweiten Weltkrieg wurde Darmstadt 1949 mit dem Fernmeldetechnischen Zentralamt und dem Posttechnischen Zentralamt erneut Sitz postalischer Mittelbehörden.

## Personen
Leiter der Oberpostdirektion Darmstadt waren:
- Oberpostdirektor von Vahl (1866–1872)
- Gottlieb Deininger (1872–1880)
- Hagemann (1880–1888)
- Robert Clavel (1888–1897)
- Maier (1987–1900)
- Holfeld (1900–1902)
- Gustav Kobelt (1902–1910)
- Milkau (1910–1922)
- Stroh (1922–1924)
- Lenhard (1928–1928)
- Leister (1928–1933)
- Oberpostrat Jacobi (1933–1934)